# Once Upon a Time in the News
Once Upon a Time in the News is een kort radioprogramma van de VPRO.
Het programma, dat ongeveer 3 minuten duurt, geeft in een collage een satirische kijk op het nieuws van de afgelopen week. Het wordt samengesteld door Ron van Dalen.
Het begint meestal als een normaal klinkend kort weekoverzicht, maar na enkele minuten wordt het volledig in het belachelijke getrokken, meestal door een bekend politicus nog slechts een woordklank te laten herhalen. Het is onderdeel van De Ochtenden en wordt tegenwoordig (2007) op vrijdag direct na het nieuws van 9 uur uitgezonden.
De titel verwijst naar de film Once Upon a Time in the West, en de openingsmuziek doet denken aan de muziek gecomponeerd door Ennio Morricone. Het programma wordt afgesloten door het geluid van fluitende kogels.